# Едуард Брадок
Едуард Брадок (на английски: Edward Braddock) (януари 1695 - 13 юли 1755) е английски бригаден генерал, чиято кариера започва с избухването на Френската и индианска война. Командир на два полка британски редовни войници изпратени от Ирландия в Америка да подпомогнат превземането на Форт Дюкен (днешният Питсбърг, Пенсилвания) от французите в началото на войната. Брадок няма опит във воденето на военни действия на американския континент. Не успява да се разбере с индианските съюзници на британците и игнорира съветите на местната милиция. Докато се придвижват от Форт Къмбърланд към Форт Дюкен войската му е нападната от засада от френския командир Хиасинт дьо Бюжу командващ 72 редовни френски войници, 146 души канадска милиция и 637 индианци от различни племена - съюзници на французите. Френските сили почти унищожават войската на генерал Брадок. От общо 1459-те британски войници успяват да се спасят само 462-ма. Французите губят само 60 души. Още в началото на битката генерал Брадок е смъртоносно ранен. Умира и е погребан на пътя, който неговите войски проправят в горите на Пенсилвания.